# Sorokoust
Sorokoust (ros. сорокоуст, biał. саракавіны) – rodzaj modlitwy w Cerkwi prawosławnej odmawianej codziennie przez czterdzieści dni za zmarłego lub ciężko chorego. Pierwsza część określenia „sorokoust” oznacza liczbę czterdzieści (ros. cорок), która często pojawia się w Piśmie Świętym. Żydzi po ucieczce z Egiptu czterdzieści lat wędrowali przez pustynię. Jezus Chrystus pościł na pustyni przez czterdzieści dni, a po zmartwychwstaniu nauczał przez czterdzieści dni, zanim wstąpił do nieba. Pierwsi apostołowie przyjęli okres czterdziestu dni na opłakiwanie zmarłych.
Każdego dnia podczas liturgii w intencji osoby zmarłej ułamuje się kawałek prosfory. Sorokousty wraz z czytaniem odprawiane są zazwyczaj po ostatnio zmarłym. Po tym okresie jego dusza, według wiary prawosławnej, zostanie osądzona.
Sorokusty są odprawiane również w intencji powrotu do zdrowia, szczególnie ciężko chorych.